# Bordás tányércsiga
A bordás tányércsiga (Gyraulus crista) Európában és Észak-Amerikában honos édesvízi csigafaj.

## Megjelenése
A csiga háza 0,7-1,1 mm magas és 2-3 mm széles. Három lapos kanyarulatból áll, amelyek felül domborúak, alul laposak vagy homorúak; a legtöbb csigától eltérően a belső kanyarulatok nem feljebb, hanem lejjebb helyezkednek el. Sárgásbarna héja nagyon vékony és áttetsző. Felszíne lehet sima vagy finoman vonalazott, rendszeres közönként nagyobb keresztbordák húzódhatnak rajta. A szájadék majdnem kerek. 
Az állat barnás- vagy vörösesszürke, elülső rész feketés, sok fekete ponttal. Tapogatói hosszúak és hengeresek, szemei feketék.

## Elterjedése és életmódja
Európában és Észak-Amerikában honos. Svájcban 1400 méteres magasságig figyelték meg. 
Sűrű növényzetű, sekély állóvizekben, tavacskákban, csatornákban, tavak parti vizeiben él. Gyakran a vízinövények levelein látható. Elviseli a lágy vizet és viszonylag tág határokon belül tolerálja a víz kémhatását (pH 5,7-9,6). Képes túlélni a tavacskák kiszáradását. Algákkal és növényi törmelékkel táplálkozik. Kis mérete folytán a vízimadarak nem csak a rájuk tapadt petéit hanem magát a csigát is átvihetik egyik tóból a másikba. Az áttelelő csigák tavasszal 1,5 mm-es kocsonyás tokban lerakják petéiket, majd elpusztulnak. A tok 3-6 0,5 mm-es petét tartalmaz, amelyekből 10-12 nap múlva kel ki az új nemzedék. 

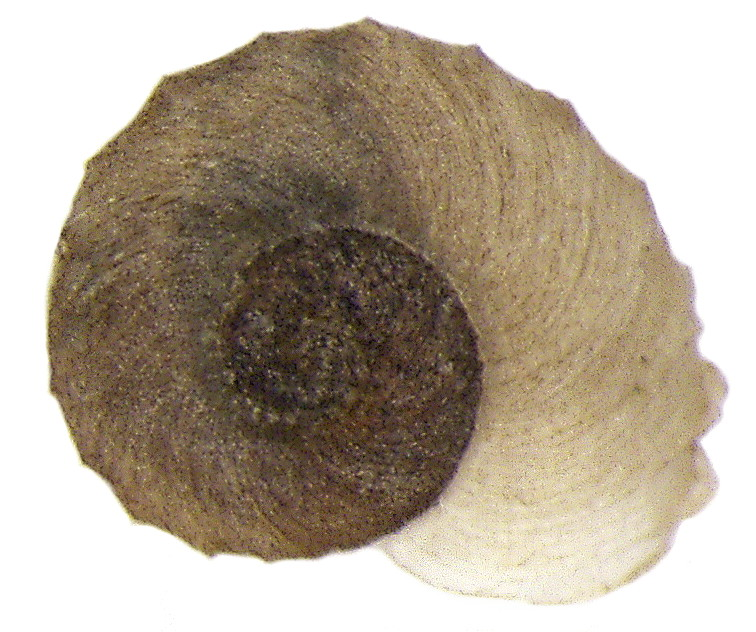

Magyarországon nem védett.